# Simandi Angin Lombang
Simandi Angin Lombang is een bestuurslaag in het regentschap Padang Lawas Utara van de provincie Noord-Sumatra, Indonesië. Simandi Angin Lombang telt 304 inwoners (volkstelling 2010).